# Мышкино (Алтайский край)
Мышкино — село в Кулундинском районе Алтайского края. Входит в состав Константиновского сельсовета.

## История
Основано в 1909 году. В 1928 г. посёлок Мышкино состоял из 55 хозяйств, в составе Кротовского сельсовета Славгородского района Славгородского округа Сибирского края. Колхоз имени Хрущева. С 1957 г. отделение совхоза «Победа».

## Население
В 1928 году в посёлке проживало 281 человек (146 мужчин и 135 женщин), основное население — украинцы. По переписи 1959 г. в селе проживало 186 человек (64 мужчины и 122 женщины).
| 1997 | 1998 | 1999 | 2000 | 2001 | 2002 | 2003 |
| ---- | ---- | ---- | ---- | ---- | ---- | ---- |
| 396  | ↗403 | ↗405 | ↘394 | ↘392 | ↘375 | →375 |
| 2004 | 2005 | 2006 | 2007 | 2008 | 2009 | 2010 |
| ↗381 | ↘377 | →377 | ↗393 | ↘383 | ↘370 | ↗389 |
| 2011 | 2012 | 2013 |      |      |      |      |
| ↘387 | ↘378 | ↘374 |      |      |      |      |